# Lygodactylus mombasicus
Lygodactylus mombasicus (білоголовий карликовий гекон) — вид геконоподібних ящірок родини геконових (Gekkonidae). Мешкає в Кенії і Танзанії.

## Поширення і екологія
Білоголові карликові гекони мешкають в прибережних районах на сході Кенії, зокрема в околицях Момбаси і Малінді та в нижній течії річок Тана і Галана, на сусідніх островах архіпелага Ламу, а також на північному сході Танзанії. Вони живуть в прибережних лісах і саванах. Живляться дрібними комахами та іншими бехребетними, відкладають яйця.